# Jakob Cedergren
Jakob Cedergren, född 10 januari 1973 i Lund, är en svensk-dansk skådespelare. 

## Biografi
Cedergren föddes i Sverige av svenska föräldrar men flyttade tidigt till Danmark. Han utbildade sig på Den Danske Scenekunstskole i Köpenhamn med examen 1997. Han har medverkat i ett antal danska, norska och svenska filmproduktioner.
År 2004 nominerades han till det danska Bodilpriset för bästa manliga huvudroll. Han mottog Robertpriset 2009 för årets manliga huvudroll.

## Filmografi, i urval
- 2000 – Edderkoppen (TV-serie)
- 2003 – Rembrandt
- 2007 – Brottet (TV-serie)
- 2008 – Arn – Riket vid vägens slut
- 2009 – Fruktansvärt lycklig
- 2009 – Harry och Charles (TV-serie)
- 2010 – Submarino
- 2010–2019 – Morden i Sandhamn (TV-serie)
- 2011 – Den som dräper (TV-serie)
- 2013 – Faro
- 2015 – The Squad
- 2016 – Ditte & Louise (TV-serie)
- 2018 – Den skyldige

## Teater

### Roller (ej komplett)
| År   | Roll | Produktion                                               | Regi              | Teater            |
| ---- | ---- | -------------------------------------------------------- | ----------------- | ----------------- |
| 1996 |      | Maria Magdalena Friedrich Hebbel                         | Katrine Wiedemann | Malmö stadsteater |
| 1996 |      | Timmen när vi inte visste något om varandra Peter Handke | Kim Brandstrup    | Malmö stadsteater |